# A tizenhárom gyarmat
A Tizenhárom gyarmat a 17. és 18. században alapított brit gyarmatok csoportja volt Észak-Amerika Atlanti-óceán partján. Az amerikai felvilágosodás vezette ezeket a gyarmatokat az amerikai függetlenségi háborúhoz. 1776 júliusában Amerikai Egyesült Államok néven kikiáltották függetlenségüket, amit 1783-ra a párizsi békeszerződés alapján értek el.
A tizenhárom gyarmat csoportja a következőek voltak: Új-Angliai gyarmatok, amely magában foglalta New Hampshire-t, Massachusetts Bay-t, Rhode Island és Providence-i Ültetvények gyarmatát és Connecticutot; a középső gyarmatok, amelyek közé tartozott New York, New Jersey, Pennsylvania és Delaware; és a déli gyarmatok, amelyek magukban foglalták Marylandet, Virginiát, Észak-Karolinát, Dél-Karolinát és Georgiát.
A tizenhárom gyarmat nagyon hasonló politikai, alkotmányos és jogrendszerrel rendelkezett, amelyet a protestáns angolul beszélők uraltak. Az első gyarmat Virginia volt, amit 1607-ben alapítottak. Az Új-Angliai gyarmatok, Maryland és Pennsylvania alapítását alapvetően alapítóik vallásgyakorlással kapcsolatos aggályai motiválták. A többi gyarmat üzleti és gazdasági terjeszkedés céljából jött létre. A középső gyarmatokat Hollandiától megszerzett Új-Hollandia gyarmatán hozták létre. Mind a 13 gyarmat része volt a Brit Birodalomnak, amelyet 1607 és 1707 között Angol-Amerika területnek neveztek, 1707 és 1776 között pedig Brit-Amerikának.
A gyarmati népesség 1625-ről 1775-re kb. 2000-ről 2,4 millió főre nőtt, kiszorítva a területről az amerikai őslakosokat. Ebbe a népességszámba beletartoztak a törvényes rabszolgarendszer hatálya alá tartozó rabszolgák is. 1770-ben 3 gyarmaton Virginiában, Dél-Karolinában és Georgiában a lakosság több mint 50%-át a rabszolgák tették ki. A 18. században a brit kormány a merkantilizmus politikája szerint működtette gyarmatait, amelyben a központi kormányzat az anyaország gazdasági javára kezelte birtokait.
A 13 gyarmat magas fokú önkormányzati rendszerrel és aktív helyi választásokkal rendelkezett, és ellenálltak London azon követeléseinek, hogy nagyobb ellenőrzést gyakoroljanak felettük. A Francia–Indián háború (1754–1763) növelte a feszültséget a korona és a 13 gyarmat között, mivel a Hétéves háború részeként Nagy-Britannia államadóssága megduplázódott a háború alatt. A korona bevételi forrásokat keresett, és megpróbált új adókat kivetni gyarmataira. Az 1750-es években a gyarmatok együttműködésbe kezdtek egymással ahelyett, hogy közvetlenül Nagy-Britanniával tárgyaltak volna. A gyarmati nyomdászok és újságok segítségével megosztották ezeket a gyarmatközi tevékenységeket és aggodalmakat, és a gyarmatosítók az „Angolok jogai” védelmére szólítottak fel, különösen a „képviselet nélkül nincs adózás” elvére. A gyarmatoknak a brit kormánnyal az adókkal és jogaikkal kapcsolatos konfliktusuk az amerikai forradalomhoz vezettek, amelyben a gyarmatok közösen megalakították a Kontinentális kongresszust. A gyarmatok az Amerikai függetlenségi háborút (1775–1783) a Francia Királyság, Hollandia és kis részben Spanyolország segítségével vívták meg.

## Brit gyarmatok

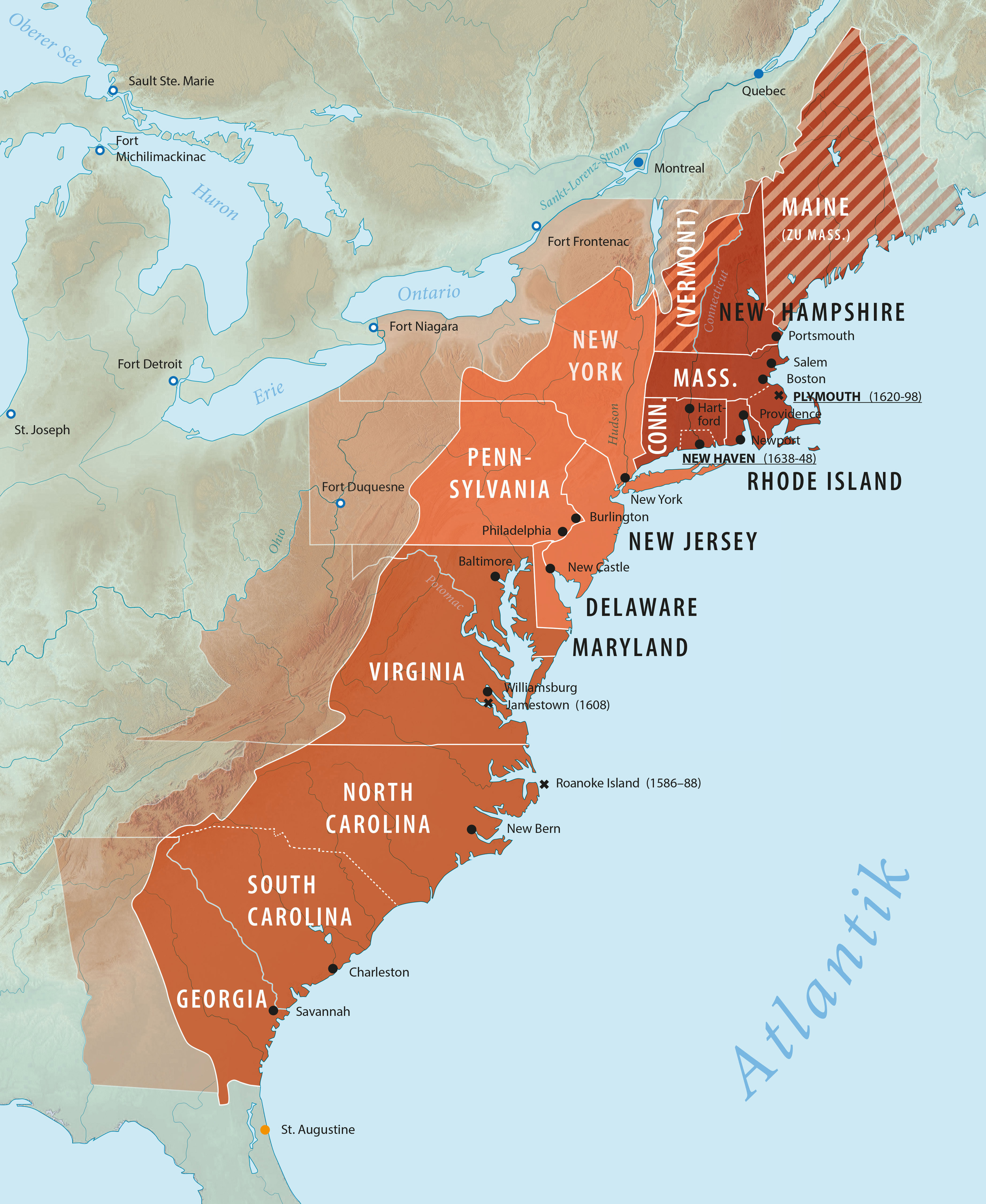
Észak-Amerika tizenhárom gyarmata:
Új-Angliai gyarmatok
Középső gyarmatok
Déli gyarmatok

1606-ban I. Jakab angol király oklevelet adott mind a Plymouth Társaságnak, mind a London Társaságnak állandó telepek létrehozása céljából Amerikában. A London Társaság 1607-ben megalapította Virginia kolóniát, ez volt az első véglegesen letelepedett angol kolónia a kontinensen. A Plymouth Company pedig megalapította a Popham kolóniát a Kennebec folyónál a mai Maine állam területén, azonban ez rövid életű volt. A Plymouth Company számos gyarmatosítási projektet szponzorált, ezek közül a legnagyobb a Plymouth gyarmat létrehozása a mai Massachusetts területén, ahol a puritánok telepedtek le. A hollandok, a svédek és a franciák is sikeres amerikai gyarmatokat hoztak létre nagyjából az angolokkal egy időben, de idővel az angol korona alá kerültek a területeik. 1732-ben Georgia gyarmat létrehozásával teljessé vált a tizenhárom gyarmat, bár ezt a kifejezést csak az amerikai forradalomtól kezdve kezdték el használni. 1660-tól kezdődően egészen a függetlenedésükig a kolóniákat Londonban a „Déli Minisztérium” és a titkos tanács bizottsága, a Kereskedelmi és Ültetvényesek Tanácsa irányította.

### Új-Angliai gyarmatok
1. Massachusetts Bay tartomány, királyi gyarmatként 1691-ben alapították. 
  - Popham kolónia, 1607-ben alapították és 1608-ban elhagyták.
  - Plymouth kolónia, 1620-ban alapították és 1691-ben a Massachusetts Bay kolónia egyesülésével létrejött a Massachusetts Bay tartomány.
  - Maine tartomány, 1622-ben alapították és 1658-ban Massachusetts Bay tartományhoz csatolták.
  - Massachusetts Bay kolónia, 1628-ban alapították és 1691-ben Plymouth kolónia egyesülésével létrejött a Massachusetts Bay tartomány.
2. New Hampshire tartomány, 1629-ben alapították, 1641-ben a Massachusetts Bay kolóniához csatolták, majd 1679-ben királyi gyarmatként újra létre jött.
3. Connecticut gyarmat, 1639-ban alapították, majd 1662-ben királyi gyarmat lett. 
  - Saybrook kolónia, 1635-ben alapították, majd 1644-ben Connecticuthoz csatolták.
  - New Haven kolónia ,1638-ban alapították, majd 1664-ben Connecticuthoz csatolták.
4. Rhode Island és Providence-i Ültetvények gyarmata, királyi gyarmatként 1663-ban alapították 4 település egyesülésével. 
  - Providence-i Ültetvények, Roger Williams 1636-ban alapította.
  - Portsmouth, John Clarke, William Coddington 1638-ban alapították.
  - Newport, 1639-ben alapították
  - Warwick, Samuel Gorton 1642-ben alapította.

### Középső gyarmatok
1. Delaware gyarmat, tulajdonosi gyarmatként 1664-ben alapították.
2. New York tartomány, tulajdonosi gyarmatként 1664-ben alapították, majd 1686-tól királyi gyarmat lett.
3. New Jersey tartomány, tulajdonosi gyarmatként 1664-ben alapították, majd 1702-től királyi gyarmat lett.
  - Kelet-Jersey, 1674-ben alapították, 1702-ben egyesült Nyugat-Jersey-vel.
  - Nyugat-Jersey, 1674-ben alapították, 1702-ben egyesült Kelet-Jersey-vel.
4. Pennsylvania tartomány, tulajdonosi gyarmatként 1681-ben alapították.

### Déli gyarmatok
1. Virginia gyarmat, tulajdonosi gyarmatként 1607-ben alapították, majd 1624-tól királyi gyarmat lett.
2. Maryland tartomány, tulajdonosi gyarmatként 1632-ben alapították.
3. Észak-Karolina tartomány, Karolina tartomány részeként 1663-ban alapították, majd 1729-től királyi gyarmat lett.
  - Korábban, a part mentén, 1585-ben hozták létre a Roanoke-kolóniát, 1587-ben alapították újra, de 1590-ben eltűnt a lakossága.
4. Dél-Karolina tartomány, Karolina tartomány részeként 1663-ban alapították, majd 1729-től királyi gyarmat lett.
5. Georgia tartomány, tulajdonosi gyarmatként 1732-ben alapították, majd 1752-tól királyi gyarmat lett.

## 17. század

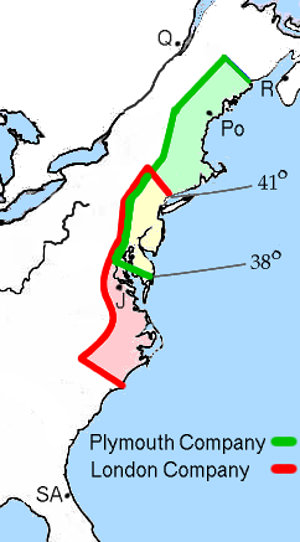
1606-ban I. Jakab angol király által megbízott Plymouth Társaság és a London Társaság befolyás övezeteik, állandó kolóniák létrehozására. Az átfedő területet(sárga) mindkét társaság megkapta azzal a kikötéssel, hogy egymástól 160 km távolságra hozhatnak csak létre kolóniákat. A korai települések elhelyezkedése látható. J: Jamestown; Q: Quebec; Po: Popham; R: Port Royal; SA: St. Augustine.

### Déli gyarmatok
Az első sikeres angol kolónia Jamestown volt, amelyet 1607. május 14-én hoztak létre a Chesapeake-öböl közelében. A kolónia alapítást a London Társaság, egy aranyat kereső részvénytársaság finanszírozta és koordinálta. Az első évek rendkívül nehezek voltak, nagyon magas volt a betegségek és az éhezés okozta halálozási arány, a helyi indiánokkal vívott harcok és csak minimális aranyat találtak. A kolónia azonban életben maradt és virágzásnak indult azáltal, hogy dohányt kezdtek el termeszteni.
1632-ben I. Károly angol király Cecil Calvertnek Baltimore 2. bárójának adta át Maryland tartomány alapítólevelét, így a báró lett Maryland első tulajdonosa. Calvert apja katolikus tisztviselő volt, aki ösztönözte a katolikusok bevándorlását az angol gyarmatokra.
Karolina tartomány volt a második próbálkozás az angolok letelepedésére Virginiától délre, az első Roanoke volt, ami kudarccal zárult. Ez egy magánvállalkozás volt, amelyet angol lordtulajdonosok egy csoportja finanszírozott, akik 1663-ban alapítólevelet kaptak II. Károlytól a Karolina tartomány megalapítására, abban a reményben, hogy egy új gyarmat délen jövedelmezővé válik, mint Virginia. A próbálkozás kudarcot vallott, mert szinte alig akart valaki arra a területre kivándorolni. 1670-ig csak 1-2 kolóniát sikerült alapítani, azok is rövid életűek voltak. Végül azonban a Lordok egyesítették maradék tőkéjüket, és finanszíroztak egy letelepedési missziót a Sir John Colleton által vezetett területre, ahol megalapították Charlestont, amit II. Károlyról neveztek el.

### Középső gyarmatok
1609-től kezdődően holland kereskedők szőrmekereskedelmi állomásokat hoztak létre a Hudson folyón, a Delaware folyón és a Connecticut folyón, hogy megvédjék érdekeiket a szőrmekereskedelemben. A Holland Nyugat-indiai Társaság állandó településeket hozott létre a Hudson folyón, létrehozva Új-Hollandia gyarmatát. 1626-ban Peter Minuit megvásárolta Manhattan szigetét a lenape indiánoktól, és létrehozta Új-Amszterdam előőrsét. Viszonylag kevés holland telepedett le Új-Hollandiában, de a gyarmat uralta a regionális szőrmekereskedelmet. Az angol gyarmatokkal kiterjedt kereskedelmet folytattak, és sok új-angliai és virginiai terméket holland hajókon szállítottak Európába. A hollandok is bekapcsolódtak a feltörekvő atlanti rabszolga-kereskedelembe, és néhány rabszolgasorba vetett afrikai embert hoztak az észak-amerikai angol gyarmatokra, bár sokkal többet küldtek Barbadosra és Brazíliára. A Nyugat-indiai Társaság új Hollandia területét kívánta növelni, mivel kereskedelmileg sikeres volt, de a kolónia nem vonzotta az embereket ugyanúgy, mint az angol gyarmatok. A holland gyarmatra főleg angolok, németek, belgák és zsidók vándoroltak be.
1638-ban Svédország létrehozta Új-Svédország gyarmatát a Delaware-völgyben. Új-Svédország kiterjedt kereskedelmi kapcsolatokat épített ki a déli angol gyarmatokkal, és szállította a Virginiában megtermelt dohány nagy részét. A svéd gyarmatot 1655-ben hódították meg a hollandok, miközben Svédország részt vett a második északi háborúban.
Az 1650-es évektől kezdve az angolok és a hollandok háborúk sorozatát vívták, az angolok pedig Új-Hollandia meghódítására törekedtek. Richard Nicolls 1664-ben elfoglalta a gyengén védett Új-Amszterdamot, beosztottjai pedig gyorsan elfoglalták Új-Hollandia többi részét. Az angolok Új-Amszterdam gyarmatát „New Yorkra” nevezték át. Ugyanebben az évben Nicolls lett New York első kormányzója. Az 1667-es bredai szerződés véget vetett a második angol-holland háborúnak, és megerősítette az angolok helyzetét a régió felett. 1672-ben a hollandok a harmadik angol-holland háborúban rövid időre visszaszerezték Új-Hollandia egyes részeit, de az 1674-es Westminsteri Szerződésben lemondtak a területről, ami véget vetett a holland gyarmati jelenlétnek Amerikában. Nagyszámú holland telepes maradt a kolónián, uralva a Manhattan és Albany közötti vidéki területeket, miközben az Új-Angliából érkezők, valamint Németországból bevándorlók kezdtek beköltözni. New York városa rohamosan fejlődni kezdett, nagyszámú bevándorlók telepedtek le, köztük fekete rabszolgák is. 1674-ben Kelet-Jersey és Nyugat-Jersey elszakadtak New York gyarmatától és saját kolóniát hoztak létre.
Pennsylvaniát 1681-ben alapította William Penn kvéker saját gyarmataként, majd rá egy évre Philadelphiát is megalapította. Az új gyarmatra főleg kvékerek, skótok, írek és németek érkeztek. Philadelphia később a gyarmatok egyik legnagyobb városa lett központi elhelyezkedésével, kiváló kikötőjével és a 28 000 ezer lakosával.

### Új-Anglia
Szeparatista puritán zarándokok egy kis csoportja érkezett először a területre, akik úgy érezték, hogy el kell hagyniuk Angliát az anglikán egyház üldözése miatt. A zarándokatyák a Mayfloweren 1620. november 11-én érkeztek meg a mai Provincetown területére, majd aláírták a Mayflower Compactot, amivel megalapították a Plymouth kolóniát. Az első hálaadást a plymouthi kolónia tartotta meg, akik meghívták a wampanoag indián törzs tagjait, akik az előző évben segítettek a telepeseknek megtanítani a halászatot, vadászatot és a kukoricatermesztést.
1629-ben további puritánok vándoroltak be és 400 telepessel megalapították a Massachusetts Bay kolóniát. A szeparatista puritánok az anglikán egyház megreformálását szerették volna elérni Angliában, ami nem sikerült, de az Újvilágban egy ideológia mentes protestáns egyházat hoztak létre. 1640-ig kb. 20 ezer ember érkezett a kolóniára, azonban a többségük a megérkezés után meg is halt. Plymouth mellett idővel új puritán kolóniák jöttek létre Saybrook, New Haven, amiket később Connecticuthoz csatoltak.
Roger Williams 1636-ban alapította meg a Providence-i Ültetvényeket a Narragansett indiánoktól kapott földterületen. Williams puritán volt, aki a vallási toleranciát, az egyház és az állam szétválasztását, ellenezte az indián földek erőszakos elvételét, valamint az anglikán egyházzal való teljes szakítást hirdette. Williams még a puritánok között is radikális volt, ezért elűzték a Massachusetts Bay kolóniáról.
Anne Hutchinson a mai Rhode Island területén másik kolóniát alapított a mai Aquidneck szigeten. Samuel Gorton új telepet alapított a mai Warwick területén Shawomet néven. A Massachusetts Bay kolónia megpróbálta ezeket a területeket elvenni és magához csatolni, azonban Samuel Gorton Londonba utazott, hogy gyarmati chartát szerezzen a királytól. Gorton megkapta a királyi oklevelet és 1663-ban négy település egyesülésével Rhode Island és Providence-i Ültetvények néven koronagyarmat lett. Robert Rich Warwick 2. grófja segített Gortonnak a chartát megszereznie, ezért Gorton a gróf tiszteletére Shawomet települést Warwickra nevezte át. A kalandorok és más telepesek innen indulva mentek északabbra a mai New Hampshire és Maine területeire új kolóniákat alapítani. 1641-ben Massachusetts magához csatolta ezeket a kis településeket, de New Hampshire végül 1679-ben kapott egy királyi oklevelet és külön gyarmattá vált. Maine egészen 1820-ig Massachusetts része volt.
1686-ban II. Jakab angol király megszüntette a helyi törvényhozásokat, az új-angliai gyarmatokat megszüntette és egy nagy gyarmatba tömörítette őket Új-Anglia néven, és az új gyarmatot Edmund Andros kormányzó irányítása alá helyezte. Három évvel később 1689-ben II. Jakab trónfosztása után III. Vilmos és II. Mária angol uralkodók eltörölték II. Jakab ezen rendeletét és visszaállították a korábbi gyarmatokat.

## 18. század
1702-ben East és West Jersey New Jersey néven egyesült.
II. Károly 1663-ban nyolc angol nemesnek adományozta Karolina földjét, akik megalapították Karolina gyarmatát. 1712-ben az ellentétek és a távolság miatt Karolina Észak- és Dél-Karolinára szakadt, azonban mind a két gyarmatot továbbra is a nemesek irányították. 1729-ben a hét nemes eladta a karolinai érdekeltségeiket a koronának, és mind Észak-, mind Dél-Karolina királyi gyarmattá vált.
James Oglethorpe parlamenti képviselő és brit tábornok azt javasolta, hogy a Dél-Karolinától délre lévő területeket gyarmatosítsák az elítélt rabok számára, hogy a túlzsúfolt angliai börtönökön csökkenjen a teher. Oglethorpe gyarmati oklevelet szerzett II. György brit királytól és 1732-ben megalapították Savannah településnél Georgia gyarmatát. Oglethorpe felhagyott az eredeti tervével, a gyarmaton betiltotta a rabszolgaságot, és csak a legérdemesebb telepeseket engedte letelepedni a területre. A kolónia azonban 1750-re gyéren lakott maradt. 1742-ben „Jenkins füle” háború alatt a spanyolok sikertelen ellentámadást indítottak a georgiai brit erők ellen. 1752-ben nem sikerült a gyarmati vezetésnek megújítania védelmi támogatást, így a gyarmatot vezető kuratórium átadta a gyarmat irányítását a koronának.
A tizenhárom gyarmat lakossága a 18. században rendkívül megnőtt. Alan Taylor történész szerint 1750-re a tizenhárom gyarmat lakossága meghaladta az 1,5 millió főt. A telepesek 90%-a farmer volt. 1760-ban New York, Boston és Philadelphia lakossága kb. 16 ezer fő volt, ami európai viszonylatban kicsik voltak. 1770-re a tizenhárom gyarmat gazdasági teljesítménye az egész Brit Birodalom bruttó hazai termékének 40%-át tette ki.
A 18. század előrehaladtával a telepesek az Atlanti-óceán partjaitól beljebb kezdtek letelepedni. Pennsylvania, Virginia, Connecticut és Maryland mind igényt tartottak az Ohio folyó völgyében található földterületre. A gyarmatok tülekedést folytattak azért, hogy földet vásároljanak az indián törzsektől, mivel a brit kormányzat ragaszkodott ahhoz, hogy a földigénynek a törvényes vásárlásokon kell alapulnia. Virginia a nyugati terjeszkedésre törekedett, és az elit virginiai családok többsége az Ohio Company-ba fektetett be, hogy előmozdítsa Ohio terület betelepítését.

### Kereskedelem és bevándorlás
A brit-amerikai gyarmatok a Brit Birodalom kereskedelmi hálózatának a részévé váltak, mivel az Amerikából Nagy-Britanniába irányuló export értéke megháromszorozódott 1700 és 1754 között. Nagy-Britannia korlátozta az amerikai gyarmatok kereskedelmét más európai hatalmakkal, azonban nyereséges kereskedelmi partnereket találtak a többi brit gyarmatban, különösen a karibi térségben. A gyarmatok élelmiszereket, fát, dohányt és különféle egyéb erőforrásokat kereskedtek többek között ázsiai teáért, nyugat-indiai kávéért és nyugat-indiai cukorért. Az amerikai indiánok hódprémmel és szarvasbőrrel látták el a gyarmati piacokat. Amerika előnyt élvezett a természeti erőforrások terén, és létrehozta saját virágzó hajóépítő iparát, és sok amerikai kereskedő foglalkozott a transzatlanti kereskedelemmel.
Az európai gazdaságok javulása és a vallási üldözések enyhülése megnehezítette a munkaerő toborzását a gyarmatokra, és sok gyarmat egyre inkább rabszolgamunkára támaszkodott, különösen délen. 1680 és 1750 között drámaian nőtt a rabszolgák száma a gyarmatokon, a gyarapodásához hozzájárult a rabszolga kereskedelem, valamint a rabszolgák természetes szaporulata is. A rabszolgák délen hatalmas ültetvénygazdaságokban, míg északon különféle kétkezi iparágakban dolgoztak. Volt néhány helyi rabszolgafelkelési kísérlet, mint például a Stono-lázadás és az 1741-es New York-i rabszolgafelkelés, de ezeket mind leverték.
Az angliai lakosság kis része 1700 után Amerikába vándorolt, de a gyarmatok vonzották az új bevándorlókat más európai országokból is. A bevándorlók az összes gyarmatra utaztak, azonban a legnépszerűbbek a középső gyarmatok voltak. A katolikus írek és a protestáns németek is ekkortájt főleg Pennsylvaniába telepedtek le. Az első nagy ébredés az 1730-as és 1740-es években söpört végig a gyarmatokon Jonathan Edwards, George Whitefield és John Wesley vezetésével, ami nagy hatással volt az amerikai protestantizmusra.

### Francia-Indián háború

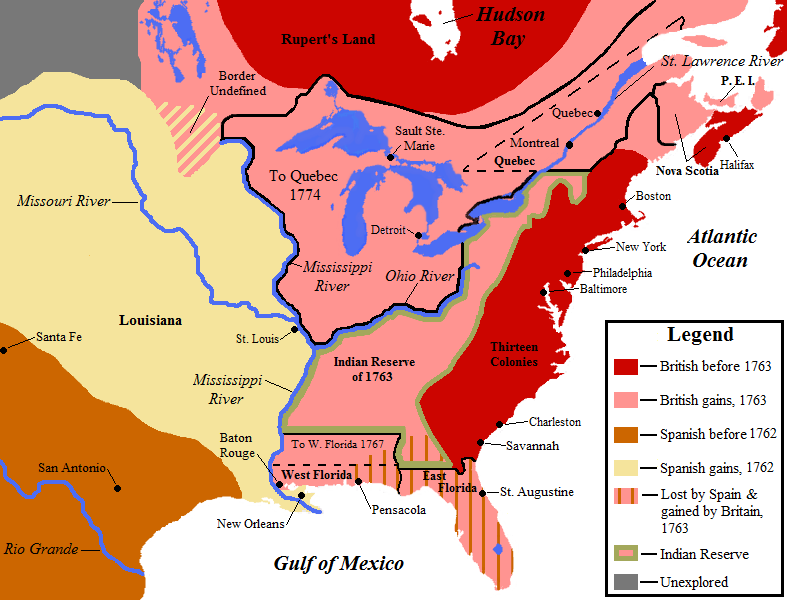
Területi változások a francia-indián háború után

1738-ban egy Robert Jenkins nevű walesi tengerészt érintő incidens robbantotta ki a „Jenkins füle” háborúját Nagy-Britannia és Spanyolország között. Brit gyarmatlakók százai jelentkeztek önként Edward Vernon admirálisnál, aki sikertelenül támadta meg a spanyol Cartagena városát. A Spanyolország elleni háború az osztrák örökösödési háború része volt, de a gyarmat lakók csak György király háborújának nevezték. 1745-ben a brit és gyarmati erők elfoglalták a francia Louisbourg városát, később 1748-ban az aacheni békeszerződéssel ért véget. A gyarmatokon élők feldühödtek, amikor Nagy-Britannia visszaadta Louisbourgot Franciaországnak az elvesztett indiai brit területekért cserébe. A háború után a britek és a franciák is igyekeztek megszerezni maguknak az Ohio folyó völgyét.
A francia-indián háború (1754–1763) a hétéves háborúként ismert általános európai konfliktus része volt, ami a korábbi osztrák örökösödési háború folytatása vagy következménye. Észak-Amerikában a háború egyik elsődleges oka Nagy-Britannia és Franciaország közötti növekvő verseny volt, különösen a Nagy-tavak és az Ohio-völgyben.
William Pitt az amerikai gyarmatokért felelős államtitkár úgy döntött, hogy jelentős katonai erőforrásokat kell fordítani Észak-Amerikára a Franciaország elleni háború megnyerése érdekében. A háború alatt a Brit Birodalom növelte fennhatóságát a gyarmatokon, egyre több brit katona és polgári tisztviselő jelent meg a gyarmati lakosság életébe. A háború növelte az amerikai egységérzetet, mivel a különböző gyarmatok katonái együtt szolgáltak, ami közös tapasztalatot és nemzeti tudat csíráját jelentette. George Washington alezredesként szolgált a háborúban. A brit kormányzat utasította a gyarmati vezetőket, hogy működjenek együtt a brit hadsereggel. Az együttműködés nem mindig voltak pozitívak, ami megalapozva a későbbi bizalmatlanságot és ellenszenvet a brit csapatokkal szemben.
Az 1754-es albanyi kongresszuson Benjamin Franklin a pennsylvaniai küldöttség vezetője előterjesztette az Albany-i tervét, amiben szorgalmazta a tizenhárom gyarmat egységes kormányának és a gyarmatok egységes védelmének a létrehozását. A tervet elutasították, de előfutára volt a Konföderációs cikknek és az Egyesült Államok alkotmányának.
A Párizsi békében Franciaország átengedte Nagy-Britanniának a Mississippi folyótól keletre lévő hatalmas területeket, beleértve Québecet, a Nagy Tavakat és az Ohio folyó völgyét. Spanyolország átengedte Floridát a briteknek, Havannáért cserébe, amit a háború alatt szereztek meg a spanyoloktól. Nagy-Britannia két gyarmatot hozott létre Floridában Kelet- és Nyugat-Florida néven. A háború végével a gyarmatokról kivonták a brit haderő jelentős részét.
A háború és a győzedelmi ünnep után az anyaország és az amerikai gyarmatok között megindult a széthúzás. William Pitt brit miniszterelnök úgy döntött, hogy a háborús adókat nem vonja vissza se a gyarmatokról, sem Nagy-Britanniából. A háború után mindkét fél úgy gondolta, hogy nagyobb terhet viselt, mint a másik. A brit elit, Európában a legsúlyosabban adózott, dühösen rámutattak, hogy a gyarmatok keveset adóznak a királyi kasszába. A gyarmatosítók azt válaszolták erre, hogy a fiaik olyan háborúban harcoltak és haltak meg, amely jobban szolgálta az európai érdekeket, mint a sajátjukat. Ez a vita egyik láncszeme volt az amerikai forradalom felé.

### Növekvő ellentétek
A briteknek nagy adósságaik maradtak a francia-indián háború után, ezért a brit vezetők úgy döntöttek, hogy növelik a tizenhárom gyarmat adóztatását és ellenőrzését. Több új adót is kivetettek, kezdve az 1764-es cukortörvénnyel. A későbbi törvények közé tartozott az 1764. évi valutatörvény, az 1765. évi bélyegtörvény és az 1767. évi Townshend törvény. A gyarmati újságok és nyomdászok különösen nagy felháborodást tettek a bélyegtörvény ellen, amely megadóztatta az újságokat és a hivatalos dokumentumokat, központi szerepet játszottak az ilyen adók a gyarmati képviselet nélküli adóztatás eszméjével szembeni terjesztésében a gyarmatosítók körében.
Az 1763-as királyi kiáltvány korlátozta a gyarmatokat az Appalache-hegységtől nyugatra való terjeszkedésében, mivel a brit kormányzat ezt indián rezervátumnak jelölte ki. A telepesek egy része azonban figyelmen kívül hagyta a kiáltványt, és továbbra is nyugatra vonultak, és telepeket alapítottak. Később a kormányzat módosította a kiáltványt, és már nem akadályozta a nyugatra való letelepedést, de feldühítette a telepeseket, hogy előzetes egyeztetés nélkül hirdették ki.

### Amerikai forradalom
A brit parlament közvetlenül vetett ki vámokat és jövedéki adókat a gyarmatokra, megkerülve a gyarmati törvényhozásokat. Ezáltal az „adózás képviselet nélkül” az amerikai forradalom egyik kulcsfontosságú jelszava lett. Ezzel tiltakozva többek között pl. az 1765-ös bélyegtörvény ellen. A gyarmatok azzal érveltek, hogy nincs képviseletük a brit parlamentben, így a jogaikat sérti, ha adót vetnek ki rájuk. A parlament elutasította a gyarmati tiltakozást, és új adók elfogadásával érvényesítette tekintélyét.
A gyarmatlakók elégedetlensége tovább nőt, mikor a brit parlament 1773-ban kivetette a gyarmatokra a teatörvényt. A törvény által a tea ára olcsóbb lett, azonban a gyarmati lakosságot még tovább bőszítette, hogy képviselet nélkül vetettek ki újabb adót rájuk. A problémák tovább fokozódtak, mikor egyes gyarmatok bojkottálni kezdték a Brit Kelet-indiai Társaság hajóit, Bostonnál a bostoni teadélutánnak nevezett esemény alatt a Szabadság Fiai indiánoknak öltözve három hajó tea rakományát öntötték a tengerbe. A válasz nem maradt el, a brit kormány lezáratta Boston kikötőjét, korlátozta Massachusetts kormányzatának jogait, valamint bevezették a katonaszállási törvényt, ami által a gyarmati lakóknak el kellett szállásolniuk a brit katonákat. Ekkor Thomas Gage volt az Észak-Amerikai brit csapatok katonai kormányzója.
1774-re az elégedetlenség széles körben elterjedt mind a tizenhárom gyarmaton, azonban ekkor még azt remélték, hogy a Brit Birodalom részei maradnak. 1774 szeptember 5-én összeült az első kontinentális kongresszus Philadelphiában. Itt még nem a függetlenségre törekedtek, hanem pont ellenkezőleg a koronán belüli jogaik védelmét keresték. Kinyilatkozták, hogy a gyarmatok hűségesek a királyhoz, elfogadják a király által kinevezett gyarmati kormányzókat, de a brit Parlamentet már nem voltak többé hajlandóak elismerni. Követelték a gyarmatokat sújtó törvények visszavonását, leállították az exportot Nagy-Britanniába, és meghirdették a brit termékek bojkottját. A tizenhárom gyarmat lakossága az események határára megosztottá vált a brit uralmat ellenző hazafiakra és az azt támogató lojalistákra.

## Amerikai függetlenségi háború
A gyarmati kormányzók többsége a brit koronához volt hűséges, ezért a gyarmatok polgárai alternatív testületeket hoztak létre az úgy nevezett Tartományi Kongresszusokat. Ezek a testületek kimondták, hogy nem ismerik el a koronához hű gyarmati kormányokat, valamint átvették tőlük a gyarmatok irányítását. Megegyeztek, hogy továbbra is bojkottálják a brit árukat, és helyi milíciákat kezdtek el szervezni. Ők delegáltak képviselőket az első- és a második Kontinentális Kongresszusba. Egyedül Georgia gyarmata volt a kivétel, aki az első Kontinentális Kongresszusra (1774) nem delegált képviselőket, mivel túlságosan függött a brit katonai védelemtől és belső megosztottság is uralta. Azonban a második Kontinentális Kongresszusra (1775) egységet mutattak és képviselőket delegáltak.
Thomas Gage massachusettsi kormányzó félt összetűzni a hazafi milíciákkal, ezért erősítést kért Nagy-Britanniából. A brit kormány ekkor még nem volt hajlandó csapatokat küldeni a gyarmatokra, hanem helyette utasította a kormányzót, hogy foglalják le a milíciák fegyverkészletét. A kormányzó csapatokat küldött a Concord településen lévő hazafiak fegyverkészletének a lefoglalására, azonban tudomást szereztek erről a hazafiak és megakadályozták a kormányzó tervét. A hazafiak 1775. április 19-én Lexintonnál, majd Concordnál is visszaverték a brit haderőt, majd ostrom alá vették Bostont, ezzel kitörve az amerikai függetlenségi háborút.
1775. tavaszának a végére a hazafiak az összes királyi tisztviselőt kiutasították a gyarmatokról. 1775. május 10-én Philadelphiában összeült a második Kontinentális Kongresszus, ahol megállapodtak, hogy a gyarmatok milíciáit a Kontinentális Hadseregben egyesítik és George Washingtont nevezték ki a hadsereg főparancsnokává. A Kontinentális Kongresszus megkísérelt egy utolsó lehetőséget biztosítani a békés rendezés felé, ezért 1775. júliusában „Olajág-petíciót” küldtek III. György királynak, amelyben a konfliktus békés rendezését kérték, azonban a király elutasította és lázadóknak nyilvánította őket.

### Függetlenségi Nyilatkozat
A második Kontinentális Kongresszus megbízta az „Ötök Bizottságát” a Függetlenségi Nyilatkozat megírásával. A bizottság tagjai Thomas Jefferson, John Adams, Benjamin Franklin, Roger Sherman és Robert R. Livingston. A Kongresszus egyhangúlag 1775. július 2-án megszavazta a gyarmatok függetlenségét, majd július 4-én elfogadta a Függetlenségi Nyilatkozat, ami kijelentette, hogy a gyarmatok függetlenek Nagy-Britanniától. John Adams úgy vélte, hogy július 2-nak kell lennie az amerikai ünnepnapnak, végül azonban nem a függetlenség megszavazása, hanem a Függetlenségi Nyilatkozat elfogadása július 4-e lett az ünnepnap.
Az amerikai függetlenségi háború 8 évig tartott és 1783-ban ért véget a Párizsi békeszerződéssel, amiben Nagy-Britannia elismerte a tizenhárom gyarmat függetlenségét.(p104)

## Tizenhárom kolónia lakossága
A gyarmatok lakosság száma a 17. században negyedmillióra, az amerikai forradalom előestéjére pedig közel 2,5 millióra emelkedett. A becslések nem tartalmazzák a kolóniák joghatóságán kívül eső indián törzseket. A kolóniák és a telepek nagy hangsúlyt fektettek a jó egészségre és a fiatalokra, mivel ezek biztosították a telepek túlélését. Kevesebb haláleset, a magas reprodukciós ráta és a bevándorlás által gyorsan nőttek a gyarmatok lakosságszáma.
1776-ra a gyarmati lakosság felmenőinek a 85%-a a Brit-szigetekről származott (angol, skót, walesi és ír), 9%-a német, 4% holland és 2% francia. A lakosság 90%-a mezőgazdasági foglalkoztatott volt. 1774 és 1830 között az amerikai forradalom miatt a bevándorlás szinte megszűnt, a népességnövekedést csak az alacsony halálozási szám és a magas születési számnak volt köszönhető.
Az Egyesült Államok Történelmi Népszámlálási Adatbázisa (USHCDB) szerint, a brit-amerikai gyarmatokon az etnikai népesség a következő volt:
| Etnikai összetétel a brit-amerikai gyarmatokon | Etnikai összetétel a brit-amerikai gyarmatokon | Etnikai összetétel a brit-amerikai gyarmatokon | Etnikai összetétel a brit-amerikai gyarmatokon | Etnikai összetétel a brit-amerikai gyarmatokon | Etnikai összetétel a brit-amerikai gyarmatokon |
| 1700                                           | Arány                                          | 1755                                           | Arány                                          | 1775                                           | Arány                                          |
| ---------------------------------------------- | ---------------------------------------------- | ---------------------------------------------- | ---------------------------------------------- | ---------------------------------------------- | ---------------------------------------------- |
| Angol és Walesi                                | 80,0%                                          | Angol és Walesi                                | 52,0%                                          | Angol                                          | 48,7%                                          |
| Afrikai                                        | 11,0%                                          | Afrikai                                        | 20,0%                                          | Afrikai                                        | 20,0%                                          |
| Holland                                        | 4,0%                                           | Német                                          | 7,0%                                           | Skót-Ír                                        | 7,8%                                           |
| Skót                                           | 3,0%                                           | Skót-Ír                                        | 7,0%                                           | Német                                          | 6,9%                                           |
| Egyéb európai                                  | 2,0%                                           | Ír                                             | 5,0%                                           | Skót                                           | 6,6%                                           |
|                                                |                                                | Skót                                           | 4,0%                                           | Holland                                        | 2,7%                                           |
| Holland                                        | 3,0%                                           | Francia                                        | 1,4%                                           |                                                |                                                |
| Egyéb európaiak                                | 2,0%                                           | Svéd                                           | 0,6%                                           |                                                |                                                |
|                                                |                                                | Egyéb                                          | 5,3%                                           |                                                |                                                |
| Kolóniák                                       | 100%                                           | Kolóniák                                       | 100%                                           | Tizenhárom kolónia                             | 100%                                           |

### Rabszolgaság
A rabszolgaság legális volt mind a tizenhárom gyarmaton. A legtöbb rabszolgát a mezőgazdaságban dolgoztatták vagy házi szolgálatot teljesítettek. Főleg dohány, rizs és indigó ültetvényeken dolgozott a legtöbb rabszolga. Kb. 288 ezer rabszolgát vittek a tizenhárom gyarmatra a 160 év során. Ez csupán a 2%-a volt az atlanti rabszolga-kereskedelem által az Amerikai kontinensre vitt 12 millió rabszolgából. A rabszolgák döntő többsége a karibi térségbe és Brazíliába ment, ahol nagyon alacsony volt a rabszolgák várható élettartama és folyamatosan pótolni kellett őket. Ezzel szemben a tizenhárom gyarmatra került rabszolgák élettartama sokkal hosszabb volt, jobb életkörülményük volt és kevesebb betegség támadta meg őket a karibi-brazil társaiknál.
| 1620–1700 | 1701–1760 | 1761–1770 | 1771–1780 | Összes  |
| --------- | --------- | --------- | --------- | ------- |
| 21 000    | 189 000   | 63 000    | 15 000    | 288 000 |

A rabszolgák száma nagyon gyorsan nőtt, az alacsony halálozás és a magas születési szám miatt. 1860-ra a rabszolgák száma elérte a 4 millió főt. 1770 és 1860 között az Észak-amerikai rabszolgák természetes szaporodási üteme meghaladta az összes európai nemzet szaporodási ütemét, pl. Angliánál kétszer gyorsabb volt.
A gyarmatok rabszolgakódexet fogadtak el a rabszolgák szabályozására. Az első legfontosabb az 1662-es Virginiai rabszolgakódex volt, ami kimondta, hogy a gyermek az anya státuszát követi, ha az anya rabszolga, akkor a gyermeke is az lesz. Az 1705-ös rabszolgakódex kimondta, hogy a rabszolgák tulajdonnak számítanak, nem tanulhatnak se írni, se olvasni, nem házasodhattak fehér emberrel és a tulajdonosuk akár halállal is büntethette őket. 1740-es rabszolgakódex megtiltotta a fegyverviselést, csak engedéllyel mozoghattak a birtokon kívül és külön éjszakai őrségeket állítottak a rabszolgák ellenőrzésére.

## Vallás
A tizenhárom gyarmaton a protestantizmus volt az uralkodó vallás. Marylandben voltak katolikusok, zsidók és deisták is, azonban sok gyarmatosítónak nem volt vallási kapcsolata. A déli gyarmatokon hamar megalapították a Church of England egyházat. A puritán mozgalmak főleg Új-Angliában terjedt el. 1700 előtt a déli anglikán plébániák a helyi vesztrik (egyháztanácsok) irányítása alatt álltak, közfeladatokat is elláttak, pl. az utak javítását vagy a szegények segélyezését. 1700 után azonban a vesztrik befolyása csökkent és már nem uralták a lelkészeket.
A gyarmatok vallásvilága változatos volt, köszönhető a különböző angol, német és holland protestáns bevándorlóknak. A református hagyomány volt az alapja a presbiteri és a kongregacionalista felekezeteknek. A francia hugenották saját református gyülekezeteket hoztak létre. A holland református egyház erős volt a holland amerikaiak között New Yorkban és New Jerseyben, míg a lutheranizmus a német bevándorlók körében volt elterjedt. A németek az anabaptizmus különféle formáit is behozták, különösen a mennonita fajtát. Roger Williams anglikán pappal vette kezdetét a Baptista mozgalom, aki 1636-ban megalapította az első baptista mozgalmat. A zsidók leginkább a kikötővárosban csoportosultak. A presbiteriánusok főként Skóciából és Ulsterből érkeztek bevándorlók, akik előnyben részesítették a gyarmati határmenti területeket.
A katolikus Baltimore család megalapította Maryland gyarmatát, amit I. Károly katolikus feleségéről Mária királynéről neveztek el. A katolikusok 1775-ben a lakosság mintegy 1,6%-át, vagyis 40 000 főt tettek ki. Az 1701 és 1775 között a gyarmatokra érkezett 200–250 ezer ír közül kevesebb mint 20 ezer vallotta magát katolikusnak, a többsége eltitkolta a hitét az előítéletek és a diszkrimináció miatt. A legtöbb katolikus angol, ír, német és fekete volt, többségük Marylanden, Pennsylvaniában és New Yorkban élt.
A kvékerek többsége Pennsylvaniában telepedtek le, és sok éven át ők irányították a gyarmati kormányzóságot és a törvényhozást is. Sok vallási felekezet támogatott missziókat az indiánokhoz, hit terjesztés céljából. A gyarmatokon a vallásszabadság csak fokozatosan alakult csak ki, először 1636-ban Roger Williams Rhode Islanden hirdetett teljes vallásszabadságot, majd Pennsylvania (1681) és Maryland (1649). Az összes volt gyarmatra vonatkozó vallásszabadság csak 1791-ben az amerikai alkotmány első kiegészítése révén vált egységes.

## Oktatás

A kilenc felsőoktatási intézmény

A gyarmati korszakban kilenc felsőoktatási intézményt alapítottak. Az elsőt 1636-ban New College-ot (Harvard), majd utána a College of William & Mary, Collegiate School (Yale), College of New Jersey (Priston), King's College (Columbia), College of Philadelphia (Pennsylvaniai), College of Rhode Island (Brown), Queen's College (Rutgers) és a Dartmouth Főiskola. A College of William & Mary és a Queen's College később állami intézményekké váltak, míg a többi intézmény magánegyetem maradt. A College of William & Mary az egyetlen iskola, amit a déli gyarmatokon alapítottak, míg a többi intézményt Új-Angliában és a középső gyarmatokon. A déli gyarmatokon az volt a meggyőződés, hogy a család felelőssége a gyermekeik oktatása. A gazdag családok vagy Nagy-Britanniából oktatókat és nevelőnőket használtak fel, vagy Angliába küldték a gyerekeiket tanulni. Az Új-Angliai gyarmatok sorra alapítottak állami fiúiskolákat, szemben a középső és a déli gyarmatokkal, ahol szinte alig alakul ilyen iskola. A lányokat otthon vagy kis helyi magániskolákban oktatták, és nem juthattak főiskolára. A kezdő orvosok és ügyvédek általában gyakornokokként tanultak egy elismert szakembernél, bár néhány vagyonosabb kezdő fiatal orvos Angliába vagy Skóciába ment valamelyik orvosi egyetemre.